# Šatovník nihojský
Šatovník nihojský (Telespiza ultima) je druh kriticky ohroženého zpěvného ptáka z čeledi pěnkavovití (Fringillidae), endemit ostrova Nihoa (Havajské ostrovy).

## Výskyt
Šatovník nihojský se endemitně vyskytuje na skalnatém ostrově Nihoa, jenž tvoří část severozápadního řetězce Havajských ostrovů. Prehistorické fosilní nálezy tohoto druhu z ostrova Molokai z hlavního řetězce Havajských ostrovů svědčí o tom, že šatovník měl před lidskou kolonizací Havajských ostrovů širší distribuci než v současnosti. Tyto populace však vymizely nejspíše následkem odlesňování společně s dopadem nepůvodních predátorů.

## Popis

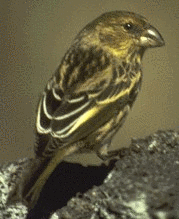
Šatovník nihojský

Šatovník nihojský se vzhledem podobá šatovníkovi laysanskému (Telespiza cantans), jenž se vyskytuje na havajském ostrově Laysan. Nihojský druh je nicméně menší – asi 17 cm dlouhý – s kratším zobákem. Liší se taktéž zbarvením. Samci šatovníka nihojského mají modrošedě zbarvený hřbet se žlutým nádechem uprostřed, tmavě zbarvená křídla a žlutavě bílou spodní část těla. Hlava a hruď má žluté zbarvení. Samice a nedospělí jedinci mají tělo zbarveno žlutě, avšak s výrazným tmavým pruhováním.
Šatovník nihojský se vyskytuje v nízkých křovinatých nebo travnatých oblastech ostrova, přičemž se živí semeny i jinými rostlinnými částmi, bezobratlými i vejci mořských ptáků. Hnízda si pár obyčejně staví ve skalních průrvách anebo mezi kusy balvanů. Samec brání oblast asi 3 až 4 metry od hnízdiště. Hnízdo samotné je budováno z trav, větviček a peří mořských ptáků, samice do něj naklade 2 až 5 vajec. V zajetí na vejcích sedí pouze samice, pročež vejce jsou inkubována asi 15 dní.

## Ohrožení
Mezinárodní svaz ochrany přírody (IUCN) považuje šatovníka nihojského za kriticky ohrožený druh, protože se vyskytuje pouze na malém území a jeho celková populace zaznamenávala podle jednotlivých sčítání výrazné výkyvy. Poslední průzkumy z roku 2012 poskytují velmi hrubý odhad, že Nihoa skýtá útočiště pro asi 3 000 dospělců. Některé hypotetické události, jako náhodné zavlečení predátorů či ptačích nemocí na ostrov, extrémy počasí nebo vliv nepůvodních škůdců na vegetaci ostrova, mohou vést k rychlému vymizení populací.
Roku 1967 byla populace šatovníka nihojského vysazena na Francouzské fregatní mělčiny, ale do poloviny 80. let zde vymizela, možná následkem absence vhodných míst ke hnízdění.